# Турция на летних Олимпийских играх 1956
Турция принимала участие в Летних Олимпийских играх 1956 года в Мельбурне (Австралия) в восьмой раз за свою историю, и завоевала две серебряные, три золотые и две бронзовые медали. Страну представляло 13 спортсменов (все — мужчины).

## Медалисты
| Медаль  | Спортсмен          | Вид спорта | Дисциплина                                     |
| ------- | ------------------ | ---------- | ---------------------------------------------- |
| Золото  | Митхат Байрак      | Борьба     | Мужчины, греко-римская борьба борьба, до 73 кг |
| Золото  | Мустафа Дагыстанлы | Борьба     | Мужчины, вольная борьба борьба, до 57 кг       |
| Золото  | Хамит Каплан       | Борьба     | Мужчины, вольная борьба борьба, свыше 87 кг    |
| Серебро | Рыза Доган         | Борьба     | Мужчины, греко-римская борьба борьба, до 67 кг |
| Серебро | Ибрахим Зенгин     | Борьба     | Мужчины, вольная борьба борьба, до 73 кг       |
| Бронза  | Дурсун Али Эгрибаш | Борьба     | Мужчины, греко-римская борьба борьба, до 52 кг |
| Бронза  | Хюсейин Акбаш      | Борьба     | Мужчины, вольная борьба борьба, до 52 кг       |